# Me and Juliet
Me and Juliet è una commedia musicale con libretto di Oscar Hammerstein II e musiche di Richard Rodgers, debuttato a Broadway nel 1953. Il musical, ambientato nel backstage di un teatro in cui va in scena la commedia Me and Juliet, fu la sesta collaborazione tra Rodgers e Hammerstein. Pur essendo rimasta in cartellone a Broadway per quasi un anno, il successo di Me and Juliet fu solo modesto se paragonato alle opere precedenti del duo come Oklahoma!, Carousel e The King and I ed è stato rappresentato solo sporadicamente dopo il termine delle repliche a Chicago nel 1954.

## Trama

### Atto I
Nel teatro in cui viene portato in scena Me and Juliet, l'elettricista Bob ha poco rispetto per la fidanzata Jeanie, di cui è innamorato l'assistente di scena Larry. Mac, lo stage manager, deve tenere a bada il cattivo temperamento del direttore d'orchestra Dario, che minaccia continuamente di lasciare lo spettacolo; per far rimanere il Maestro nello show, Mac gli manda un fiore ogni sera con un biglietto firmato da un'"ammiratrice segreta".
Betty, la protégée del primo attore Charlie, fa un'audizione per un ruolo nello spettacolo e ottiene il ruolo principale di Carmen. Il fatto dispiace a Mac, che ha una cotta per la ragazza ma non vuole mai frequentare una ragazza della compagnia in cui lavora. Mac ha dato lo stesso suggerimento a Larry, impegnato ad insegnare a Jeanie il ruolo principale di Juliet, la protagonista dello spettacolo nello spettacolo.
Bob si rende conto del tenero che sta nascendo tra Larry e la fidanzata e minaccia l'assistente di scena. Jeanie e Betty dividono il camerino e la prima confida alla collega di essersi sposata in segreto con Larry, ma ora non sa come dirlo a Bob. L'elettricista Sidney però la batte sul tempo e dice tutto a Bob, che fa cadere un pezzo di scenografia sulla sua ex, mancandola di poco.

### Atto II
Durante l'intervallo il pubblico discute del primo atto nel foyer e Jeanie e Larry si nascondono da Bob con l'aiuto di Herbier e Larry. Larry si vergogna di essere così spaventato di Bob, ma a Jeanie la cosa non dà fastidio. Bob li trova e lotta con Larry, ma cade, sbatte la testa e perde i sensi. Al suo risveglio Mac e Ruby gli dicono che Larry e Jeanie si sono legittimamente sposati. Bob accetta quindi la sconfitta e si riappacifica con Larry, mentre Jeanie sul palco canta l'ultima canzone dello spettacolo nello spettacolo.

## Numeri musicali
Atto I
- "A Very Special Day" – Jeanie & trio
- "That's the Way It Happens" – Jeanie & trio
- "That's the Way It Happens" (Reprise) – Larry
- "Dance Impromptu" – Chorus, George & trio
- "Overture to Me and Juliet" – Dario & orchestra
- "Opening of Me and Juliet" – Lily, Jim, Susie, Charlie
- "Marriage Type Love" – Charlie, Lily, cantanti
- "Keep It Gay" – Bob, Jim, coro
- "Keep it Gay" (Reprise) – Betty & Buzz
- "The Big Black Giant" – Larry
- "No Other Love" – Jeanie & Larry
- "Dance" – Ralph, Francine, and Elizabeth
- "The Big Black Giant" (Reprise) – Ruby
- "It's Me" – Betty & Jeanie
- "First Act Finale" – Lily, Betty, Charlie, Jim, Jeanie e coro

Atto II
- "Intermission Talk" – Herbie e coro
- "It Feels Good" – Bob
- "We Deserve Each Other" – Betty, Jim, ballerini
- "I'm Your Girl" – Jeanie & Larry
- "Second Act Finale" – Charlie, Lily, Betty, Jim, coro
- "Finale" – Cast

## Storia delle rappresentazioni

### Il debutto

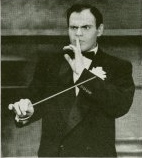
George S. Irving nel ruolo del direttore d'orchestra Dario

Prima del debutto a Broadway, Me and Juliet ebbe un periodo di rodaggio a Cleveland, dove il musical subì profonde revisioni sia nel libretto che nella partitura e messa in scena. La prova generale fu un disastro, ma la prima rappresentazione con il pubblico fu accolta tiepidamente e le recensioni furono positive, ma non entusiaste. Successivamente lo show ebbe un altro periodo di rodaggio a Boston nel mese di maggio, ottenendo grandi lodi per la scenografia. Il cast originale comprendeva Isabel Bigley (Jeanie), Bill Hayes (Larry), Mark Dawson (Bob), George S. Irving (Dario), Joan McCracken (Betty) e una giovane Shirley MacLaine che danzava nel coro; la regia era di George Abbott.
Me and Juliet ebbe la sua prima a Broadway il 28 maggio 1953 e rimase in cartellone al Majestic Theatre per 358 rappresentazioni. Il musical, forte dei nomi di Rodgers e Hammerstein, vendette bene durante le prevendite ma dopo la prima le nuove vendite diminuirono e lo spettacolo chiuse dopo aver esaurito i biglietti venduti prima del debutto. Il musical ottenne recensioni miste e non fu candidato a nessun Tony Award. Dopo il termine delle repliche a Broadway il cast si trasferì allo Shubert Theatre di Chicago per sei settimane. In totale, l'allestimento originale fu replicato circa cinquecento volte tra Broadway e Chicago.

### Altre rappresentazioni
Me and Juliet fu riproposto sulle scene newyorchese (ma mai a Broadway) all'Equity Library Theatre nel 1970 e al York Theatre nel 2002. La prima europea avvenne al Finborough Theatre di Londra nel 2010.